# Közönséges darázscincér
A közönséges darázscincér (Clytus arietis) a rovarok (Insecta) osztályának a bogarak (Coleoptera) rendjébe, ezen belül a mindenevő bogarak (Polyphaga) alrendjébe és a cincérfélék (Cerambycidae) családjába tartozó faj.

## Előfordulása
A darázscincér előfordulási területe az egész Európa, Ázsia oroszországi része és Anatólia.

## Megjelenése
A testhossza 12-16 milliméter. Ez a cincér egy darázsutánzó faj. A testszínének alapja fekete, melyen a darazsakhoz hasonlóan, több sárga keresztcsík van. Ennek a visszarettentő megjelenésnek köszönhetően, a teljesen ártalmatlan cincért békén hagyják a ragadozók. A lábai narancssárgás-barnák; a leghátsó lábpár hosszabb, mint a többi. A csápjai barnák fekete végekkel.

## Életmódja
Kora nyártól figyelhető meg. Egyaránt megtalálható a kertekben, mezőkön és az erdőszéleken is. Az imágó a virágokon „napozik” és azok virágporával táplálkozik. A lárva két éven keresztül rothadó faanyaggal táplálkozik.